# Марзой-Мохк
Марзой-Мохк (рос. Марзой-Мохк) — село у Веденському районі Чечні Російської Федерації.
Населення становить 576 осіб. Входить до складу муніципального утворення Гунинське сільське поселення.

## Історія
Згідно із законом від 20 лютого 2009 року органом місцевого самоврядування є Гунинське сільське поселення.

## Населення
| 1990 | 2002 | 2010 |
| ---- | ---- | ---- |
| 405  | ↘337 | ↗576 |